# ستاوه (استان اوپوله)
ستاوه (به لهستانی: Stawy) یک منطقهٔ مسکونی در لهستان است که در گمینا لوبشا واقع شده‌است.